# 스크라이드
《스크라이드》(s.CRY.ed, スクライド)는 감독 타니구치 고로. 캐릭터 디자인 히라이 히사시. 스토리 담당자 쿠로다 요스케. 선라이즈에서 2001년 제작한 일본의 애니메이션이다.

## 등장인물

### 인너
카즈마
성우 : 호시 소이치로/강수진
키미시마 쿠니히코(준형)
성우 : 야마자키 타쿠미/김영선
유타 카나미
성우 : 타무라 유카리/정소영
테라다 아야세
성우 : 니시하라 쿠미코/윤미나
비프군
성우 : 김환진

### 홀리
세리스 아자니
성우 : 쿠라타 마사요/우정신
류호
성우 : 미도리카와 히카루/김승준
키류 미모리(정미리)
성우 : 나가시마 유코/최덕희
스트레이트 쿠거
성우 : 김환진
마틴 지그말
성우 : 김관철
이량
우리자네
성우 : 김기철
타치바나 아스카
성우 : 김환진